# Tomomi Kahala
Tomomi Kahala, auch Kahara, (jap. 華原 朋美, Kahara Tomomi; * 17. August 1974 in Kōtō, Tokio, Japan) ist eine J-Pop-Sängerin und Musical-Schauspielerin. Sie wurde durch ihre Arbeit mit Tetsuya Komuro berühmt, der für sie als Produzent große Erfolge in den 1990er Jahren einbrachte. Tomomi Kahara erregte großes Aufsehen, als sie sich nach jahrelanger gewinnbringender Zusammenarbeit vom Produzenten trennte. Mit der Veröffentlichung ihres ersten Albums One Fine Day ohne dessen Einflüsse sanken ihre Verkaufszahlen rapide. Nach einer längeren Krankheitswelle wurde sie von ihrem Label am 29. Juni 2007 entlassen.

## Musikalische Karriere

### Werdegang
Während der Arbeit mit Tetsuya Komuro wurde ihre erste Single Keep Yourself Alive Ende 1995 veröffentlicht und erreichte mit über 360.000 Verkäufen die Position 8 der Charts. Ihre zweite Single I Believe wurde ihr erster Millionenerfolg und brachte sie ins Licht der Öffentlichkeit. Im März 1996 erreichte ihre Single I'm Proud Platz 2 in den Charts und wurde zu ihrer meistverkauften Single. Im Juni 1996 veröffentlichte sie letztendlich ihr erstes Album Love Brace, das sich insgesamt über 2,5 Millionen Mal verkaufte.
In der Folgezeit veröffentlichte Tomomi Kahara viele Singles, die auf Anhieb die Spitze der Oricon-Charts erreichten. Ihr zweites Album Storytelling erschien am 1. Dezember 1997 und wurde wie sein Vorgänger die Nummer 1 in den Charts mit jedoch nur 1,3 Millionen Verkäufen, viel weniger als ihr erstes Album einbrachte.

### Niedergang
Seit der Veröffentlichung von ihrem zweiten Album Storytelling begann ihre Beliebtheit zu sinken und ihre Beziehung zu ihrem Produzenten Tetsuya Komuro wurde stets schwächer. Ihre nächste Single tumblin dice schaffte es nur in die Top 20 und ihre Musikwerke gelangten nicht wieder an die Spitze der Charts. Ihr darauffolgendes Album nine cubes verkaufte sich nur bedrückende 261.000-mal und stand damit in keinem Vergleich zu ihren vorherigen Studioalben.
Der Abbruch der Arbeit mit Tetsuya Komuro brachte Tomomi Kahara durch die hinzukommenden Skandale und Selbstmordandrohungen in ein schlechtes Licht bei den japanischen Konsumenten. Sie verließ ihre Plattenfirma, die daraufhin ein Best-Of Album von ihr herausbrachte, das mit 600.000 verkauften Einheiten die Nummer 1 in den Charts erreichte. Zu dieser Zeit wurde Ami Suzuki in den Medien verstärkt als Tomomi Kaharas Nachfolgerin vermarktet.
Nach einer Ruhephase nahm Tomomi Kahara ihre Tätigkeiten im Musikgeschäft wieder auf und arbeitete unter Warner Music an ihrem Comeback.

### Comeback
Nach der Trennung von ihrem Manager Tetsuya Komuro nahm sie neue Songs mit dem international erfolgreichen Produzenten Andy Marvel. Aus dieser Zusammenarbeit kamen die Alben One Fine Day und Love Again heraus.
Im Jahre 2004 wurde sie von Universal Music unter Vertrag genommen und nahm dort ein paar ihrer erfolgreichsten Hits neu auf und coverte zusätzlich Songs von internationalen Künstlern wie Michael Jackson. Ihr meistverkauftes Album in dieser Zeit ging etwas über die 50.000 Marke und ihr letztes Album Naked verkaufte sich nur etwa 12.000-mal. Trotz der niedrigen Absatzzahlen war sie weiterhin in den japanischen Medien zu sehen.
Tomomi Kahara trat nach Jahren voller durchschnittlichen Ruhmes 2006 wieder voll ins Licht der Öffentlichkeit, als sie ein neues Photobook auf den Markt brachte. Unter dem Namen Crystallize II kam es mit 2 Erdbeerkondomen auf den Markt und verkaufte sich unerwartet gut. Sie wurde eine der führenden Künstler bei der japanischen Sound of Music DVD und nahm einen Titelsong für das Drama NHK Taiga auf.
Tomomi Kahara wurde am 29. Juni 2007 von ihrer Agentur gefeuert, da wiederholte private Probleme ein professionelles Auftreten verhindert hatten. Seit dieser Zeit brachte sie keine weiteren Tonträger mehr heraus.

## Diskografie

### Alben
| Jahr | Titel                                  | Höchstplatzierung, Gesamtwochen, AuszeichnungChartsChartplatzierungen (Jahr, Titel, Platzierungen, Wochen, Auszeichnungen, Anmerkungen) | Anmerkungen                                                      |
| Jahr | Titel                                  | JP | Anmerkungen                                                      |
| ---- | -------------------------------------- | --- | ---------------------------------------------------------------- |
| 1996 | Love Brace                             | JP1 ×2Doppeldiamant · (51 Wo.)JP | Erstveröffentlichung: 3. Juni 1996 Verkäufe JP: + 2.571.210      |
| 1997 | Storytelling                           | JP1 ×2Doppeldiamant · (18 Wo.)JP | Erstveröffentlichung: 24. Dezember 1997 Verkäufe JP: + 1.365.860 |
| 1998 | Nine Cubes                             | JP5 Platin · (8 Wo.)JP | Erstveröffentlichung: 26. November 1998 Verkäufe JP: + 261.170   |
| 1999 | Kahala Compilation                     | JP1 Platin · (29 Wo.)JP | Erstveröffentlichung: 10. Februar 1999 Verkäufe JP: + 695.730    |
| 1999 | One Fine Day                           | JP7 (4 Wo.)JP | Erstveröffentlichung: 25. November 1999 Verkäufe JP: + 56.530    |
| 2001 | Best Selection                         | JP23 (4 Wo.)JP | Erstveröffentlichung: 27. September 2001 Verkäufe JP: + 21.860   |
| 2001 | Love Again                             | JP36 (2 Wo.)JP | Erstveröffentlichung: 21. November 2001 Verkäufe JP: + 11.370    |
| 2002 | Natural Breeze: Kahala Best 1998–2002  | JP37 (1 Wo.)JP | Erstveröffentlichung: 17. Juli 2002 Verkäufe JP: + 7.620         |
| 2005 | Naked                                  | JP30 (3 Wo.)JP | Erstveröffentlichung: 29. Mai 2005 Verkäufe JP: + 11.940         |
| 2005 | Super Best Singles: 10th Anniversary   | JP65 (2 Wo.)JP | Erstveröffentlichung: 14. Dezember 2005 Verkäufe JP: + 6.540     |
| 2013 | Dream: Self Cover Best                 | JP15 (21 Wo.)JP | Erstveröffentlichung: 26. Juni 2013 Verkäufe JP: + 30.269        |
| 2014 | Memories -Kahara Covers-               | JP10 (16 Wo.)JP | Erstveröffentlichung: 12. März 2014                              |
| 2014 | Memories 2 ‐Kahara All Time Covers‐    | JP9 (14 Wo.)JP | Erstveröffentlichung: 1. Oktober 2014                            |
| 2015 | Memories -1&2 Special Limited Edition- | JP111 (1 Wo.)JP | Erstveröffentlichung: 11. Februar 2015                           |
| 2015 | All Time Selection Best                | JP29 (6 Wo.)JP | Erstveröffentlichung: 24. Juni 2015                              |
| 2015 | All Time Singles Best                  | JP9 (10 Wo.)JP | Erstveröffentlichung: 24. Juni 2015                              |
| 2015 | Memories 3 -Kahara Back to 1995-       | JP30 (6 Wo.)JP | Erstveröffentlichung: 2. Dezember 2015                           |

### Singles
| Jahr | Titel Album                                                                            | Höchstplatzierung, Gesamtwochen, AuszeichnungChartsChartplatzierungen (Jahr, Titel, Album, Platzierungen, Wochen, Auszeichnungen, Anmerkungen) | Anmerkungen                                                     |
| Jahr | Titel Album                                                                            | JP | Anmerkungen                                                     |
| ---- | -------------------------------------------------------------------------------------- | --- | --------------------------------------------------------------- |
| 1995 | Keep Yourself Alive –                                                                  | JP8 Platin · (19 Wo.)JP | Erstveröffentlichung: 8. September 1995 Verkäufe JP: + 370.070  |
| 1995 | I Believe –                                                                            | JP4 ×2Doppelplatin · (28 Wo.)JP | Erstveröffentlichung: 11. Oktober 1995 Verkäufe JP: + 1.028.490 |
| 1996 | I’m Proud –                                                                            | JP2 ×3Dreifachplatin · (23 Wo.)JP | Erstveröffentlichung: 6. März 1996 Verkäufe JP: + 1.390.440     |
| 1996 | Love Brace –                                                                           | JP6 Platin · (13 Wo.)JP | Erstveröffentlichung: 22. Juli 1996 Verkäufe JP: + 254.770      |
| 1996 | Save Your Dream –                                                                      | JP1 Diamant · (20 Wo.)JP | Erstveröffentlichung: 2. Oktober 1996 Verkäufe JP: + 929.760    |
| 1997 | He Tell a Lie –                                                                        | JP1 Diamant · (14 Wo.)JP | Erstveröffentlichung: 23. April 1997 Verkäufe JP: + 1.058.610   |
| 1997 | Love Is All Music –                                                                    | JP1 ×2Doppelplatin · (16 Wo.)JP | Erstveröffentlichung: 2. Juli 1997 Verkäufe JP: + 653.000       |
| 1997 | Tanoshiku Tanoshiku Yasashikune (たのしく たのしく やさしくね) –                       | JP1 Platin · (9 Wo.)JP | Erstveröffentlichung: 18. September 1997 Verkäufe JP: + 416.560 |
| 1998 | I Wanna Go –                                                                           | JP20 Gold · (4 Wo.)JP | Erstveröffentlichung: 11. Februar 1998 Verkäufe JP: + 47.610    |
| 1998 | You Don’t Give Up –                                                                    | JP7 Gold · (5 Wo.)JP | Erstveröffentlichung: 8. April 1998 Verkäufe JP: + 66.340       |
| 1998 | Tumblin’ Dance –                                                                       | JP2 Platin · (7 Wo.)JP | Erstveröffentlichung: 17. Juni 1998 Verkäufe JP: + 188.810      |
| 1998 | Here We Are –                                                                          | JP5 Platin · (8 Wo.)JP | Erstveröffentlichung: 29. Juli 1998 Verkäufe JP: + 156.350      |
| 1998 | Daily News –                                                                           | JP13 Gold · (4 Wo.)JP | Erstveröffentlichung: 21. Oktober 1998 Verkäufe JP: + 58.190    |
| 1999 | As a Person –                                                                          | JP6 Gold · (10 Wo.)JP | Erstveröffentlichung: 22. Juli 1999 Verkäufe JP: + 287.150      |
| 1999 | Be Honest –                                                                            | JP12 (4 Wo.)JP | Erstveröffentlichung: 27. Oktober 1999 Verkäufe JP: + 50.700    |
| 2000 | Believe in Future: Mayonaka no Cinderella (Believe In Future ～真夜中のシンデレラ～) – | JP28 (4 Wo.)JP | Erstveröffentlichung: 23. Februar 2000 Verkäufe JP: + 28.580    |
| 2000 | Blue Sky –                                                                             | — | Erstveröffentlichung: 26. Juli 2000 Verkäufe JP: + 6.170        |
| 2001 | Never Say Never –                                                                      | JP10 (6 Wo.)JP | Erstveröffentlichung: 18. April 2001 Verkäufe JP: + 79.180      |
| 2001 | Precious –                                                                             | JP34 (2 Wo.)JP | Erstveröffentlichung: 8. August 2001 Verkäufe JP: + 13.510      |
| 2001 | Anata no Kakera (あなたのかけら) –                                                     | JP36 (3 Wo.)JP | Erstveröffentlichung: 24. Oktober 2001 Verkäufe JP: + 13.490    |
| 2002 | Akiramemashou (あきらめましょう) –                                                     | JP28 (4 Wo.)JP | Erstveröffentlichung: 24. April 2002 Verkäufe JP: + 21.740      |
| 2003 | Pleasure –                                                                             | — | Erstveröffentlichung: 26. Februar 2003 Verkäufe JP: + 4.370     |
| 2004 | Anata ga Ireba (あなたがいれば) –                                                      | JP15 (16 Wo.)JP | Erstveröffentlichung: 29. September 2004 Verkäufe JP: + 32.820  |
| 2005 | Namida no Tsuzuki (涙の続き) –                                                         | JP30 (5 Wo.)JP | Erstveröffentlichung: 25. Mai 2005 Verkäufe JP: + 12.560        |
| 2006 | Hana (華) –                                                                            | JP37 (4 Wo.)JP | Erstveröffentlichung: 22. Februar 2006 Verkäufe JP: + 7.890     |
| 2006 | Ano Sayonara ni Sayonara wo / Unmei no Ito (あのさよならにさよならを／運命の糸) –      | JP46 (4 Wo.)JP | Erstveröffentlichung: 5. Juli 2006 Verkäufe JP: + 5.130         |
| 2013 | Yume Yaburete: I Dreamed a Dream (夢やぶれて -I Dreamed a Dream-) –                    | JP13 (6 Wo.)JP | Erstveröffentlichung: 17. April 2013 Verkäufe JP: + 12.596      |
| 2015 | はじまりのうたが聴こえる I can hear the song of the beginning –                        | JP36 (2 Wo.)JP | Erstveröffentlichung: 20. Mai 2015                              |
| 2016 | 君がそばで You’re by my side –                                                         | JP46 (2 Wo.)JP | Erstveröffentlichung: 11. Mai 2016                              |

### Videoalben
| Jahr | Titel                                                   | Höchstplatzierung, Gesamtwochen, AuszeichnungChartsChartplatzierungen (Jahr, Titel, Platzierungen, Wochen, Auszeichnungen, Anmerkungen) | Anmerkungen                              |
| Jahr | Titel                                                   | JP | Anmerkungen                              |
| ---- | ------------------------------------------------------- | --- | ---------------------------------------- |
| 1995 | Paradox: Fuji Television Visual Queen of the Year ’95   | — | Erstveröffentlichung: 19. August 1995    |
| 1995 | Keep Yourself Alive: Single-V                           | — | Erstveröffentlichung: 16. September 1995 |
| 1996 | I’m Proud: Single-V                                     | — | Erstveröffentlichung: 27. März 1996      |
| 1996 | Save Your Dream: Single-V                               | — | Erstveröffentlichung: 23. Oktober 1996   |
| 1997 | How to Make Tomomi Kahala                               | — | Erstveröffentlichung: 27. November 1997  |
| 2001 | Tomomi Kahala First Live 2001: Mattetekurete Arigatō    | — | Erstveröffentlichung: 12. Dezember 2001  |
| 2002 | Very Best of Music Clips                                | — | Erstveröffentlichung: 27. März 2002      |
| 2005 | 10th Anniversary Celebration Tomomi Kahara Concert 2005 | JP249 (1 Wo.)JP | Erstveröffentlichung: 7. Dezember 2005   |
| 2014 | Dream ～Tomomi Kahara Concert 2013～                    | JP22 (2 Wo.)JP | Erstveröffentlichung: 12. März 2014      |
| 2014 | Kahara Clips 2013–2014                                  | — | Erstveröffentlichung: 12. März 2014      |
| 2015 | Tomomi Kahara Concert Tour 2014 ～Memories～            | JP70 (1 Wo.)JP | Erstveröffentlichung: 11. Februar 2015   |
| 2016 | Tomomi Kahara 20th Anniversary Live                     | JP118 (1 Wo.)JP | Erstveröffentlichung: 3. Februar 2016    |

## Musical
- Anne auf Green Gables – Anne Shirley (2005–2006)
- The Beautiful Game – Christine Warner (2006)
- Yu-ming Musical Song Girlfriends – Mariko (2006)